# Куя (Приморский район)
Куя — деревня в Приморском районе Архангельской области. Входит в состав сельского поселения МО «Талажское».

## География
Расположена на Зимнем берегу Белого моря, на левом берегу устьевой части реки Куя, в 50 км севернее Архангельска.

## История
С 2004 по 2015 год входила в состав МО «Патракеевское».
Законом Архангельской области от 28 мая 2015 года № 289-17-ОЗ, муниципальное образование «Патракеевское» было упразднено, а деревня вошла в состав Талажского сельского поселения.

## Население
| 2002 | 2010 | 2012 |
| ---- | ---- | ---- |
| 12   | ↘3   | ↗6   |

В 1873 году в деревне Куйская (Куя) в 27 дворах было 178 человек, мужского пола — 81, женского пола — 97.

## Карты
- Куя на Wikimapia